# Raión de Kurdamir
Kurdamir (en azerí: Kürdəmir) es uno de los cincuenta y nueve raiones en los que subdivide políticamente la República de Azerbaiyán. La capital es la ciudad de Kurdamir.

## Toponimia
Se cree que el nombre Kurdamir proviene de las palabras "kur" y "damir". En el dialecto de Shirvan, la palabra "kur" se utiliza en el sentido de "rabioso, valiente, valeroso", y la palabra "damir" alude al líder de siete asentamientos asentados en esta región.
Según otra versión, el origen del nombre Kurdamir se supone que proviene de las palabras "kur daimir", que significa "no sufrir desastres en las inundaciones" del río Kura. Posteriormente, se asimiló la letra "i", y el nombre del territorio se transformó en "Kurdamir".

## Territorio y Población
Este rayón ocupa una superficie de 1 632 kilómetros cuadrados, donde vivían, según datos del año 2018, unas 115 600 personas, lo que supone un incremento del 23.7 % con respecto a las 93 400 que vivían en el año 2000. Por consiguiente, la densidad poblacional se eleva a la cifra de los 70,83 habitantes por cada kilómetro cuadrado de este rayón. Por sexos, 58 200 personas son hombres y 57 400 son mujeres. Más del 27.2 % de la población (unas 31 500 personas) tienen entre 14 y 29 años.
| Territorio                        | 2000 | 2001 | 2002 | 2003 | 2004 | 2005 | 2006  | 2007  | 2008  | 2009  | 2010  | 2011  | 2012  | 2013  | 2014  | 2015  | 2016  | 2017  | 2018  | 2019  | 2020  | 2021  |
| --------------------------------- | ---- | ---- | ---- | ---- | ---- | ---- | ----- | ----- | ----- | ----- | ----- | ----- | ----- | ----- | ----- | ----- | ----- | ----- | ----- | ----- | ----- | ----- |
| Región de Kurdamir en su conjunto | 93,4 | 94,4 | 95,4 | 96,7 | 97,8 | 98,9 | 100,1 | 101,2 | 102,3 | 103,6 | 104,6 | 105,7 | 107,5 | 108,8 | 110,1 | 111,6 | 113,1 | 114,4 | 115,6 | 116,7 | 117,9 | 118,8 |
| Población urbana                  | 17,8 | 17,8 | 17,8 | 17,9 | 20,8 | 20,8 | 20,9  | 20,9  | 20,9  | 21,1  | 21,1  | 21,2  | 21,3  | 21,4  | 21,5  | 21,7  | 22,0  | 22,1  | 22,2  | 22,4  | 22,5  | 22,7  |
| Población rural                   | 75,6 | 76,6 | 77,6 | 78,8 | 77,0 | 78,1 | 79,2  | 80,3  | 81,4  | 82,5  | 83,5  | 84,5  | 86,2  | 87,4  | 88,6  | 89,9  | 91,1  | 92,3  | 93,4  | 94,3  | 95,4  | 96,1  |

## Economía
La región está dominada por la agricultura. Se destaca el cultivo de cereales, la producción de vino y algodón.